# لادیسلاوا باکانیس
لادیسلاوا باکانیس (انگلیسی: Ladislava Bakanic؛ ۳ مه ۱۹۲۴ – ۲۶ فوریهٔ ۲۰۲۱) ژیمناست هنری زن اهل ایالات متحده آمریکا بود.
وی در مسابقات کشوری و بین‌المللی در مجموع برندهٔ ۱ مدال برنز شده‌است.